# 3657 Ermolova
3657 Ermolova este un asteroid din centura principală, descoperit pe 26 septembrie 1978 de Liudmila Juravliova.